# Campana (partido)
Pour les articles homonymes, voir Campana (homonymie).
Campana est un partido de la province argentine de Buenos Aires. Il se trouve à une latitude de 34°12' sud, une longitude de 58°56' ouest et une altitude de vingt mètres en moyenne. Sa superficie occupe 982 km2, et a une densité 72,7 habitants par km2.
Son chef-lieu est la ville de Campana. Sa population se montait à 71 464 habitants en 1991 et à  83 698 habitants en 2001. Sa croissance en dix ans était de 17,1 %.
Le partido de Campana est situé à 75 km de Buenos Aires, dans la province de Buenos Aires, sur la rive droite du río Paraná Guazú. La ville de Campana, est située quant à elle sur la rive droite du río Paraná de las Palmas.